# William Henry Dines
Pour les articles homonymes, voir Dines.
William Henry Dines, (5 août 1855 – 24 décembre 1927) est un météorologue britannique.

## Biographie
William Dines, fils de George Dines, le météorologue inventeur de l’hygromètre, est né à Londres et fait ses études à la Woodcote House school de Windlesham. Il entre au Corpus Christi College (Cambridge), où il se classe vingtième en tripos de mathématiques en 1881. 
En 1882, il est instructeur en mathématiques au collège et plus tard instructeur militaire. En 1886, la Royal Meteorological Society décide de faire une étude sur la force des vents à la suite de la chute d'un train dans une rivière, causée par une rafale de vent lors du passage du train, en 1879, sur un pont sur le Firth of Tay, l'estuaire du Tay. Dines devient le plus actif des membres du comité chargé de l'étude, ce qui l'amène à inventer l’anémomètre à tube de pression. Son travail de recherche prend bientôt le dessus sur ses autres activités.
En 1901, il commence des recherches sur la haute atmosphère à l'aide d'instruments installés à bord de cerfs-volants, dont ceux de type Hargraves. En 1905, il travaille pour le directeur de la recherche du Meteorological Office britannique, pour des études sur les hautes couches de l’atmosphère. En 1907, il conçoit un météorographe pour ballon-sonde. Il sera donc l'un des instigateurs du radiosondage en Grande-Bretagne. Durant la Première Guerre mondiale, les données aérologiques dont Dines avait été l’un des pionniers se révélèrent fort utiles pour le Meteorological Office et l'aviation naissante. Après le conflit, il travailla avec L. F. Richardson sur la radiation solaire jusqu'à sa retraite, en 1922.
Avec le docteur Napier Shaw, il conçoit un microbarographe et un baromètre à mercure enregistreur. Il est le père de John Somers Dines et Lewen Henry George Dines qui sont également devenus des météorologues.
William Dines est mort en 1927.

## Honneurs
En 1901-1902, il est le président de la Royal Meteorological Society et en 1905 esté élu Fellow de la Royal Society. Même s'il n'a jamais été un professeur universitaire, il est un membre de la Commission internationale pour l'aéronautique scientifique et devient membre honoraire de plusieurs sociétés savantes. Il est auteur de plusieurs articles sur l'aérologie dans les journaux comme Transactions of the Royal Society et Geophysical Memoirs of the Meteorological Office.